# Pedicularis microloba
Pedicularis microloba är en snyltrotsväxtart som beskrevs av Robert Reid Mill. Pedicularis microloba ingår i släktet spiror, och familjen snyltrotsväxter. Inga underarter finns listade i Catalogue of Life.